# جام ملت‌های اروپا
جام ملت‌های اروپا، قهرمانی فوتبال اروپا یا یورو  (به انگلیسی: UEFA European Championship) یک تورنمنت فوتبال است که یوفا آن را برگزار می‌کند.
این جام به عنوان دومین تورنمنت پرطرفدار جهان پس از جام جهانی فوتبال شناخته می‌شود. قهرمان این جام، به عنوان قهرمان قاره اروپا در رشته فوتبال شناخته می‌شود و به‌طور خودکار به جام کنفدراسیون‌ها راه می‌یابید. این جام از سال 1960 تاکنون هر چهار سال یک بار برگزار شده‌است، به جز سال ۲۰۲۰ که به دلیل شیوع ویروس کرونا به سال ۲۰۲۱ موکول شد. این بازی‌ها از سال ۱۹۹۶، یورو نامیده می‌شود.
۱۷ دوره از این مسابقات برگزارشده و ۱۰ تیم ملی این جام را به‌دست آورده‌اند: اسپانیا چهار بار ، آلمان سه بار، فرانسه و ایتالیا ۲ بار و چکسلوواکی، هلند، دانمارک، اتحاد جماهیر شوروی، یونان پرتغال هر کدام یک قهرمانی را کسب کرده‌اند.

## نحوه برگزاری
این رقابت از سال ۲۰۱۶ با حضور ۲۴ تیم در مجموع ۵۱ بازی برگزار می‌شود.

گزینش تیم های حاضر در جام
میزبان یا میزبان های رقابت ها به صورت خودکار در این رقابت حضور پیدا می کنند(به غیر از ۲۰۲۰ که ۱۱ کشور همزمان میزبان این تورنومنت بودند)، سپس تمامی تیم های باقی ماندهٔ عضو یوفا در قالب ۱۰ گروه باهم به صورت رفت و برگشتی مسابقه می‌دهند، گروه ها در حالت استاندارد ۵تیمی هستند و به دلیل اینکه یوفا دارای ۵۵ عضو است حداکثر ۵ گروه می توانند دارای ۶ تیم بشوند. دو تیم اول تمامی گروه‌ها به جام ملت‌های اروپا صعود می‌کنند که در مجموع ۲۰ تیم می‌شوند و از آنجایی که این رقابت‌ها در حال حاضر با حضور ۲۴ تیم برگزار می شود سهمیه های باقی مانده نیز از طریق پلی‌آف با حضور ۱۲ تیم از بهترین تیم‌های ۳ سطحِ اولِ لیگ ملت‌های اروپا(در صورتی که مستقیماً در مراحل مقدماتی صعود نکرده باشند) در چند مسیر مختلف برگزار می‌شود و تیم های برندهٔ هر یک از مسیر ها به یورو صعود خواهد کرد.(تعداد مسیر ها برابر با تعداد سهیمه های باقی مانده است؛ اگر یورو یک میزبان داشته باشد پلی‌آف دارای ۳ مسیرِ خواهد بود که برنده هر مسیر نیز با پیروزی در دو بازی متوالی مانند یک رقابت چهارجانبه مشخص می‌شود.)
برای مثال در آخرین دوره یعنی ۲۰۲۴، آلمان به‌عنوان میزبان به صورت خودکار صعود کرد، روسیه نیز به دلیل حمله۲۰۲۲ به اوکراین از شرکت در رقابت منع شد، در نتیجه ۵۳ عضو باقی مانده یوفا در قالب ۷ گروه ۵ تیمی و ۳ گروه ۶ تیمی با هم رقابت کردند و ۲۰سهمیه صعود به تیم های اول و دوم این ۱۰ گروه تعلق گرفت و با وجود صعود خودکار آلمان، ۳ سهمیه دیگر باقی مانده بود که با برگزاری پلی‌آف در ۳ مسیر مختلف با حضور ۱۲ تیم، ۳ تیم آخر نیز مشخص شدند.
قرعه کشی مرحله گروهی
تیم‌هایی که سهمیه ها را دریافت کردند با قرعه‌کشی در ۶ گروه ۴ تیمی تقسیم می‌شوند و گروه های مرحله مقدماتی را تشکیل می‌دهند.
آغاز رسمی رقابت با مرحله گروهی
با آغاز رسمی رقابت، هر تیم با ۳ تیم‌هم‌گروهی‌اش به صورت تک‌دیدار رقابت می کند. بعد از پایان مراحل گروهی تیم‌های اول و دوم تمامی گروه‌ها به همراه ۴ تیم برتر سوم به مرحله یک‌هشتم نهایی در مرحله حذفی صعود می‌کنند.
مرحله حذفی و مشخص شدن قهرمان
مرحله حذفی باحضور ۱۶ تیم صعودکننده با برگزاری مراحل یک‌هشتم، یک‌چهارم، نیمه نهایی و فینال برگزار می‌شوند و در ۵۱ مین بازی، قهرمان قاره اروپا در رشته فوتبال مشخص می‌شود.

## نتایج
| دوره | دیدار پایانی                     | دیدار پایانی         | دیدار پایانی                  | دیدار پایانی         | دیدار رده‌بندی | دیدار رده‌بندی    | دیدار رده‌بندی        |
| دوره | میزبان                           | قهرمان               | نتیجه                         | نایب قهرمان          | سوم           | نتیجه            | چهارم                |
| ---- | -------------------------------- | -------------------- | ----------------------------- | -------------------- | ------------- | ---------------- | -------------------- |
| ۱۹۶۰ | فرانسه                           | · اتحاد جماهیر شوروی | ۲–۱                           | · یوگسلاوی           | · چکسلواکی    | ۲–۰              | · فرانسه             |
| ۱۹۶۴ | اسپانیا                          | · اسپانیا            | ۲–۱                           | · اتحاد جماهیر شوروی | · مجارستان    | ۳–۱              | · دانمارک            |
| ۱۹۶۸ | ایتالیا                          | · ایتالیا            | ۱–۱ در وقت اضافه (۲–۰) پنالتی | · یوگسلاوی           | · انگلستان    | ۲–۰              | · اتحاد جماهیر شوروی |
| ۱۹۷۲ | بلژیک                            | · آلمان غربی         | ۳–۰                           | · اتحاد جماهیر شوروی | · بلژیک       | ۲–۱              | · مجارستان           |
| ۱۹۷۶ | جمهوری فدرال سوسیالیستی یوگسلاوی | · چکسلواکی           | ۲–۲ (۵–۳) پنالتی              | · آلمان غربی         | · هلند        | ۳–۲              | · یوگسلاوی           |
| ۱۹۸۰ | ایتالیا                          | · آلمان غربی         | ۲–۱                           | · بلژیک              | · چکسلواکی    | ۱–۱ (۹–۸) پنالتی | · ایتالیا            |
| ۱۹۸۴ | فرانسه                           | · فرانسه             | ۲–۰                           | · اسپانیا            | –             | [ ۱ ]            | –                    |
| ۱۹۸۸ | آلمان غربی                       | · هلند               | ۲–۰                           | · اتحاد جماهیر شوروی | –             | [ ۱ ]            | –                    |
| ۱۹۹۲ | سوئد                             | · دانمارک            | ۲–۰                           | · آلمان              | –             | [ ۱ ]            | –                    |
| ۱۹۹۶ | انگلستان                         | · آلمان              | ۲–۱                           | · چک                 | –             | [ ۱ ]            | –                    |
| ۲۰۰۰ | بلژیک · هلند                     | · فرانسه             | ۲–۱                           | · ایتالیا            | –             | [ ۱ ]            | –                    |
| ۲۰۰۴ | پرتغال                           | · یونان              | ۱–۰                           | · پرتغال             | –             | [ ۱ ]            | –                    |
| ۲۰۰۸ | اتریش · سوئیس                    | · اسپانیا            | ۱–۰                           | · آلمان              | –             | [ ۱ ]            | –                    |
| ۲۰۱۲ | لهستان · اوکراین                 | · اسپانیا            | ۴–۰                           | · ایتالیا            | –             | [ ۱ ]            | –                    |
| ۲۰۱۶ | فرانسه                           | · پرتغال             | ۱–۰                           | · فرانسه             | –             | [ ۱ ]            | –                    |
| ۲۰۲۰ | اروپا                            | · ایتالیا            | ۱–۱ (۳–۲) پنالتی              | · انگلستان           | –             | [ ۱ ]            | –                    |
| ۲۰۲۴ | آلمان                            | · اسپانیا            | ۲–۱                           | · انگلستان           | –             | [ ۱ ]            | –                    |
| ۲۰۲۸ | انگلستان · جمهوری ایرلند         |                      |                               |                      |               |                  |                      |
| ۲۰۳۲ | ایتالیا · ترکیه                  |                      |                               |                      |               |                  |                      |

## آمار

### قهرمانی‌ها و نایب قهرمانی‌ها جام ملتهای اروپا
| تیم      | قهرمانی                    | نایب قهرمانی         |
| -------- | -------------------------- | -------------------- |
| اسپانیا  | ۴ (۱۹۶۴, ۲۰۰۸, ۲۰۱۲, ۲۰۲۴) | ۱ (۱۹۸۴)             |
| آلمان    | ۳ (۱۹۷۲, ۱۹۸۰, ۱۹۹۶)       | ۳ (۱۹۷۶, ۱۹۹۲, ۲۰۰۸) |
| ایتالیا  | ۲ (۱۹۶۸, ۲۰۲۰)             | ۲ (۲۰۰۰, ۲۰۱۲)       |
| فرانسه   | ۲ (۱۹۸۴, ۲۰۰۰)             | ۱ (۲۰۱۶)             |
| روسیه *۱ | ۱ (۱۹۶۰)                   | ۳ (۱۹۶۴, ۱۹۷۲, ۱۹۸۸) |
| چک       | ۱ (۱۹۷۶)                   | ۱ (۱۹۹۶)             |
| پرتغال   | ۱ (۲۰۱۶)                   | ۱ (۲۰۰۴)             |
| هلند     | ۱ (۱۹۸۸)                   | –                    |
| دانمارک  | ۱ (۱۹۹۲)                   | –                    |
| یونان    | ۱ (۲۰۰۴)                   | –                    |
| انگلستان | –                          | ۲ (۲۰۲۰ ,۲۰۲۴ )      |
| یوگسلاوی | –                          | ۲ (۱۹۶۰, ۱۹۶۸)       |
| بلژیک    | –                          | ۱ (۱۹۸۰)             |

۱- قهرمانی و نایب قهرمانی‌های روسیه با نام اتحاد جماهیر شوروی بوده‌است.

### سایر
- تا به امروز فقط اسپانیا توانسته به‌طور متوالی قهرمان این تورنمنت شود. (۲۰۰۸ و ۲۰۱۲)
- کریستیانو رونالدو با ۱۴ گل بهترین گلزن تاریخ این مسابقات است.

## خلاصه

نقشه برندگان. آلمان: دو بار به عنوان آلمان غربی و یک بار آلمان متحد، روسیه به عنوان اتحاد جماهیر شوروی و جمهوری چک به عنوان چکسلواکی

| تیم      | قهرمان                      | نایب قهرمان           | سوم            | چهارم    | نیمه نهایی               | مجموع (Top Four) |
| -------- | --------------------------- | --------------------- | -------------- | -------- | ------------------------ | ---------------- |
| اسپانیا  | ۴ (۱۹۶۴*, ۲۰۰۸, ۲۰۱۲, ۲۰۲۴) | ۱ (۱۹۸۴)              | –              | –        | ۱ (۲۰۲۰)                 | ۵                |
| آلمان    | ۳ (۱۹۷۲۱, ۱۹۸۰۱, ۱۹۹۶)      | ۳ (۱۹۷۶۱, ۱۹۹۲, ۲۰۰۸) | –              | –        | ۳ (۱۹۸۸, ۲۰۱۲ ۲۰۱۶)      | ۹                |
| ایتالیا  | ۲ (۱۹۶۸, ۲۰۲۰*)             | ۲ (۲۰۰۰, ۲۰۱۲)        | –              | ۱ (۱۹۸۰) | ۱ (۱۹۸۸)                 | ۶                |
| فرانسه   | ۲ (۱۹۸۴*, ۲۰۰۰)             | ۱ (۲۰۱۶*)             | –              | ۱ (۱۹۶۰) | ۲ (۱۹۹۶,۲۰۲۴)            | ۶                |
| روسیه 3  | ۱ (۱۹۶۰)                    | ۳ (۱۹۶۴, ۱۹۷۲, ۱۹۸۸)  | –              | ۱ (۱۹۶۸) | ۱ (۲۰۰۸)                 | ۶                |
| چک       | ۱ (۱۹۷۶۲)                   | ۱ (۱۹۹۶)              | ۲ (۱۹۶۰, ۱۹۸۰) | –        | ۱ (۲۰۰۴)                 | ۵                |
| پرتغال   | ۱ (۲۰۱۶)                    | ۱ (۲۰۰۴*)             | –              | –        | ۳ (۱۹۸۴, ۲۰۰۰, ۲۰۱۲)     | ۵                |
| هلند     | ۱ (۱۹۸۸)                    | –                     | ۱ (۱۹۷۶)       | –        | ۴(۱۹۹۲, ۲۰۰۰, ۲۰۰۴,۲۰۲۴) | ۶                |
| دانمارک  | ۱ (۱۹۹۲)                    | –                     | –              | ۱ (۱۹۶۴) | ۲ (۱۹۸۴, ۲۰۲۰)           | ۴                |
| یونان    | ۱ (۲۰۰۴)                    | –                     | –              | –        | –                        | ۱                |
| انگلستان | –                           | ۲ (۲۰۲۴, ۲۰۲۰*)       | ۱ (۱۹۶۸)       | –        | ۱ (۱۹۹۶)                 | ۳                |
| یوگسلاوی | –                           | ۲ (۱۹۶۰, ۱۹۶۸)        | –              | ۱ (۱۹۷۶) | –                        | ۳                |
| بلژیک    | –                           | ۱ (۱۹۸۰)              | ۱ (۱۹۷۲)       | –        | –                        | ۲                |
| مجارستان | –                           | –                     | ۱ (۱۹۶۴)       | ۱ (۱۹۷۶) | –                        | ۲                |
| سوئد     | –                           | –                     | –              | –        | ۱ (۱۹۹۲)                 | ۱                |
| ترکیه    | –                           | –                     | –              | –        | ۱ (۲۰۰۸)                 | ۱                |
| ولز      | –                           | –                     | –              | –        | ۱ (۲۰۱۶)                 | ۱                |
| مجموع    | ۱۵                          | ۱۵                    | ۶              | ۶        | ۲۲                       | ۶۲               |

* میزبان

1 به عنوان آلمان غربی

2 به عنوان چکسلواکی

3 به عنوان شوروی

## رده‌بندی کلی
| #  | تیم          | ح  | بازی | پ  | ت  | ش  | گ.ز | گ.خ | امتیاز |
| -- | ------------ | -- | ---- | -- | -- | -- | --- | --- | ------ |
| ۱  | آلمان        | ۱۴ | ۵۸   | ۳۰ | ۱۴ | ۱۴ | ۸۹  | ۵۹  | ۱۰۴    |
| ۲  | اسپانیا      | ۱۲ | ۵۳   | ۲۸ | ۱۵ | ۱۰ | ۸۳  | ۴۶  | ۹۹     |
| ۳  | ایتالیا      | ۱۱ | ۴۹   | ۲۲ | ۱۹ | ۸  | ۵۵  | ۳۶  | ۸۵     |
| ۴  | فرانسه       | ۱۱ | ۴۹   | ۲۳ | ۱۵ | ۱۱ | ۷۳  | ۵۳  | ۸۴     |
| ۵  | هلند         | ۱۱ | ۴۵   | ۲۳ | ۹  | ۱۳ | ۷۵  | ۴۸  | ۷۸     |
| ۶  | پرتغال       | ۹  | ۴۴   | ۲۱ | ۱۲ | ۱۱ | ۶۱  | ۴۱  | ۷۵     |
| ۷  | انگلستان     | ۱۱ | ۴۵   | ۱۸ | ۱۶ | ۱۱ | ۵۹  | ۴۳  | ۷۰     |
| ۸  | چک           | ۱۱ | ۴۰   | ۱۵ | ۸  | ۱۷ | ۵۱  | ۵۲  | ۵۳     |
| ۹  | روسیه        | ۱۲ | ۳۶   | ۱۳ | ۷  | ۱۶ | ۴۰  | ۵۲  | ۴۶     |
| ۱۰ | بلژیک        | ۷  | ۲۶   | ۱۲ | ۳  | ۱۱ | ۳۳  | ۳۰  | ۳۹     |
| ۱۱ | دانمارک      | ۱۰ | ۳۷   | ۱۰ | ۹  | ۱۸ | ۴۴  | ۵۴  | ۳۹     |
| ۱۲ | کرواسی       | ۷  | ۲۵   | ۹  | ۸  | ۸  | ۳۳  | ۳۴  | ۳۵     |
| ۱۳ | سوئد         | ۷  | ۲۴   | ۷  | ۷  | ۱۰ | ۳۰  | ۲۸  | ۲۸     |
| ۱۴ | سوئیس        | ۶  | ۲۳   | ۵  | ۱۱ | ۷  | ۲۴  | ۲۸  | ۲۶     |
| ۱۵ | ترکیه        | ۶  | ۲۳   | ۷  | ۲  | ۱۴ | ۲۲  | ۳۸  | ۲۳     |
| ۱۶ | اسلواکی      | ۶  | ۱۹   | ۶  | ۵  | ۸  | ۲۱  | ۲۸  | ۲۳     |
| ۱۷ | یونان        | ۴  | ۱۶   | ۵  | ۳  | ۸  | ۱۴  | ۲۰  | ۱۸     |
| ۱۸ | ولز          | ۲  | ۱۰   | ۵  | ۱  | ۴  | ۱۳  | ۱۲  | ۱۶     |
| ۱۹ | اتریش        | ۴  | ۱۴   | ۴  | ۲  | ۸  | ۱۴  | ۱۸  | ۱۴     |
| ۲۰ | لهستان       | ۵  | ۱۷   | ۲  | ۸  | ۷  | ۱۴  | ۲۱  | ۱۴     |
| ۲۱ | مجارستان     | ۵  | ۱۴   | ۳  | ۴  | ۷  | ۱۶  | ۲۵  | ۱۳     |
| ۲۲ | اوکراین      | ۴  | ۱۴   | ۴  | ۱  | ۹  | ۱۰  | ۲۳  | ۱۳     |
| ۲۳ | صربستان      | ۶  | ۱۷   | ۳  | ۴  | ۱۰ | ۲۳  | ۴۱  | ۱۳     |
| ۲۴ | رومانی       | ۶  | ۲۰   | ۲  | ۶  | ۱۲ | ۱۴  | ۲۷  | ۱۲     |
| ۲۵ | اسکاتلند     | ۴  | ۱۲   | ۲  | ۳  | ۷  | ۷   | ۱۷  | ۹      |
| ۲۶ | ایسلند       | ۱  | ۵    | ۲  | ۲  | ۱  | ۸   | ۹   | ۸      |
| ۲۷ | ایرلند       | ۳  | ۱۰   | ۲  | ۲  | ۶  | ۶   | ۱۷  | ۸      |
| ۲۸ | اسلوونی      | ۲  | ۷    | –  | ۶  | ۱  | ۶   | ۷   | ۶      |
| ۲۹ | نروژ         | ۱  | ۳    | ۱  | ۱  | ۱  | ۱   | ۱   | ۴      |
| ۳۰ | گرجستان      | ۱  | ۴    | ۱  | ۱  | ۲  | ۵   | ۸   | ۴      |
| ۳۱ | آلبانی       | ۲  | ۶    | ۱  | ۱  | ۴  | ۴   | ۸   | ۴      |
| ۳۲ | بلغارستان    | ۲  | ۶    | ۱  | ۱  | ۴  | ۴   | ۱۳  | ۴      |
| ۳۳ | ایرلند شمالی | ۱  | ۴    | ۱  | –  | ۳  | ۲   | ۳   | ۳      |
| ۳۴ | فنلاند       | ۱  | ۳    | ۱  | –  | ۲  | ۱   | ۳   | ۳      |
| ۳۵ | لتونی        | ۱  | ۳    | –  | ۱  | ۲  | ۱   | ۵   | ۱      |
| ۳۶ | مقدونیه      | ۱  | ۳    | –  | –  | ۳  | ۲   | ۸   | –      |

- نکته: ح (حضور)، پ (پیروزی)، ت (تساوی)، ش (شکست) گ.ز (گل زده)، گ.خ (گل خورده)